# 熊本市営バス小峯営業所
熊本市営バス小峯営業所（くまもとしえいバスおみねえいぎょうしょ）はかつて存在した熊本市交通局のバス営業所である。2015年3月31日付けで廃止された。

## 所在地
- 熊本県熊本市東区月出五丁目2-35

※敷地内に熊本都市バス小峯営業所も併設され、市営バス廃止の2015年3月31日までは車庫も同社と共有していた。
- 最寄り（併設）バス停は「小峯営業所」。

## かつての運行路線
複数の系統が掲載されている場合は、左が上り、右が下りであった。ただし、もともと交通センター発着でない系統だが交通センター発着になっているダイヤの場合は、起点のバス停 - 交通センター間を経由せず、下りの系統番号になっていた。

### 野口健軍線
現・秋津健軍線
- 野1/県4 アクアドーム - 野口郵便局前 - 新土河原町 - 白坪校前 - 春日校前 - 五反 - 呉服町 - 交通センター - 電車通り - 県庁前 - 京塚 - 小峯営業所
  - アクアドーム - 交通センター間は九州産交バスに移管された。

### 子飼長嶺線
上熊本営業所との共同運行であった。
- 子4 交通センター - 子飼橋 - 県立劇場 - 熊高正門 - 保田窪入口 - 帯山 - 日赤病院 - 長嶺団地

### 渡鹿長嶺線
2014年4月1日熊本都市バスに移譲
上熊本営業所との共同運行であったが、2011年4月より当営業所の単独運行。
- 鹿10 熊本交通センター - 森都病院前 - 大江渡鹿 - 警察学校 - 渡鹿四丁目 - 保田窪四ツ角 - 帯山四丁目 - 日赤病院 - 長嶺団地 - 長嶺小学校前

### 島崎保田窪線
味3・6は廃止済み。味1/島1・味2/島2は、2011年3月までは上熊本営業所との共同運行であったが、2011年4月から2012年3月までは当営業所の単独運行であった。2012年4月1日熊本都市バスに移譲。
（方向幕の行先表記は、交通センター・荒尾橋行きは「交通センター・荒尾橋」、長嶺団地行きは「日赤・長嶺」、小峯営業所行きは「日赤・月出」）
- 島1/味1 荒尾橋 - 交通センター - 味噌天神 - 熊高正門 - 保田窪入口 - 帯山 - 日赤病院 - 長嶺団地 /小峯営業所 （島1系統として荒尾橋‐交通センター間のダイヤあり）
- 島2/味2 荒尾橋 - 交通センター - 味噌天神 - 水前寺駅前 - 保田窪入口 - 帯山 - 日赤病院 - 長嶺団地/小峯営業所
- 味3 交通センター - 渡瀬踏切 - 南郷団地
- 味6 交通センター - 水前寺駅 - 保田窪一丁目 - 国体道路 - 日赤病院 - 長嶺小学校前

### 帯山線
旧・川尻帯山線。県1、県2は2011年3月までは上熊本営業所との共同運行であったが、2011年4月より当営業所の単独運行だった。2012年4月1日熊本都市バスに移譲。
（長嶺団地行きの方向幕の行先表記は「日赤・長嶺」、小峯営業所行きの方向幕の行先表記は「日赤・月出」）。
- 県1 交通センター - 県庁西門通り - グランド（水前寺運動公園）前 - 帯山 - 日赤病院 - 長嶺団地/小峯営業所
- 県1/県2 交通センター - 県庁西門通り - グランド（水前寺運動公園）前 - 帯山 - 鉄工団地前 - 日赤病院北口 - 託麻南
- 県1/県2 交通センター - 県庁西門通り - グランド（水前寺運動公園）前 - 帯山 - 鉄工団地前 - 日赤病院 - 託麻南
- 県3 交通センター - 県庁西門通り - グランド（水前寺運動公園）前 - 尾ノ上小前 - 自衛隊通り - 新外入口 - 日赤病院 - 長嶺団地

### 熊本駅県庁線
2012年4月1日熊本都市バスに移譲。
- 駅5/県4 熊本駅前 - 大学病院前 - 尚絅校前 - 県庁前 - 京塚 - 県会議事堂前/小峯営業所

### 熊本駅長嶺線
2012年4月1日熊本都市バスに移譲。
- 鹿3 熊本駅前 - 大学病院前 - 尚絅校前 - 大江渡鹿 - 県立劇場 - 熊高正門 - 保田窪入口 - 帯山 -日赤病院 - 長嶺団地

なお、鹿3は熊本駅側からのみだが、長嶺団地発として駅6という幕だけは用意してある。使用したことはない。

### 子飼渡瀬線
2010年4月1日熊本都市バスに移譲
- 子2 交通センター - 子飼橋 - 県立劇場 - 水前寺鳥居前 - 水前寺公園前 - 画図橋 - 烏ヶ江（からすがえ）終点

（画図橋止めの便多し。水前寺鳥居止めは2 - 3本しかなく、烏ヶ江行きもやや少なめである。）
- 子3 交通センター - 子飼橋 - 県立劇場 - 競輪場前 - 京塚 - 小峯営業所

### 池田健軍線
2011年4月1日熊本都市バスに移譲
- 京1/県7 NTT研修センター前 - 京町本丁 - 市役所前 - 味噌天神前 - 県庁前 - 熊本市民病院前 - 動植物園前 - 健軍本通り - 若葉校前

### 昭和町線
2011年4月1日熊本都市バスに移譲
上熊本営業所との共同運行。
- 上5/子5 上熊本駅前 - 子飼橋 - 大江渡鹿 - 県立劇場前 - 渡瀬 - 競輪場前 - 京塚 - 自衛隊通り - 昭和町

### 上熊本線
2011年4月1日熊本都市バスに移譲
上1、上4、県11、県12は上熊本営業所との共同運行。
- 上1・県11 上熊本駅前 - 県立体育館 - 壺井橋 - 市役所前- 県庁前 - 県会議事堂前
- 上1・県12 上熊本駅前 - 県立体育館 - 壺井橋 - 市役所前 - 県庁前 - 動植物園西口
- 上4・味4 県会議事堂前/小峯営業所 - 競輪場前 - 水前寺駅前 - 市役所前 - 壺井橋 - 上熊本駅前
- なお、県会議事堂発はこの方向のみの運行である。

### 健軍長嶺線（通称ゾーンバス）
2013年4月熊本都市バスに移譲
- 健1 若葉校前 - 健軍電停前 - 東町団地 - 新外入口 - 日赤病院 - 長嶺団地
- 健1/健3 長嶺団地 - 日赤病院 - 東部市民センター - 健軍電停前 - 東町団地 - 新外入口 - 日赤病院 - 長嶺団地

### 秋津健軍線
旧・野口健軍線。西2系統は熊本都市バスへ譲渡され、熊本都市バス本山営業所が担当している。2013年4月熊本都市バスに移譲
- 県5/県6 交通センター - 電車通り - 県庁前 - 熊本市民病院前 - 動植物園前 - 広木 - 若葉校前 - 秋津小楠記念館前
この系統と熊本都市バスの池田健軍線が、動植物園正門に向かう数少ない系統である。

※以下の二つは健軍長嶺線同様、ゾーンバスと呼ばれている。
- 健8 若葉校前 - 健軍電停前 - 東町団地 - 新外入口 - 小峯営業所
- 健9 秋津小楠記念館前 - 健軍電停前 - 東町団地 - 新外入口 - 小峯営業所

### 東町団地線
2013年4月より熊本都市バスに移譲
- 東3 交通センター - 電車通り - 健軍電停 - 東町団地 - 新外入口 - 小峯営業所（東町団地止めあり）

### 小峯京塚線
熊本市営バスの中で唯一残され廃止前日まで運行された最後の1路線である。2015年4月より熊本都市バスに移譲。
- 西1/味4 蓮台寺 - 熊本駅前 - 交通センター - 水前寺駅前 - 競輪場前 - 京塚 - 新外 - 小峯営業所 - 小峯 - 西戸島 - 三山荘

（交通センター発や小峯営業所止めや小峯止め有り。また三山荘行きの一部は東部交流センターを経由する。）
- 味4/味5 熊本交通センター - 水前寺駅前 - 競輪場前 - 京塚 - 新外 - 小峯営業所 - 東稜高校

（西1/味5の蓮台寺 - 熊本駅前 - 熊本交通センター 経由東稜高校行きはなくなったので、味4/味5の交通センター発着のみになった。）